# AFC Challenge Cup 2012
AFC Challenge Cup 2012 był 4. edycją turnieju dla najmniej rozwiniętych piłkarskich państw AFC, tak zwanej "grupy powstającej". Przed rozpoczęciem każdej edycji rozgrywek AFC dokonuje podziału reprezentacji na 3 grupy: rozwinięte, rozwijające się i powstające. Rozgrywany był w dniach 8 - 19 marca 2012. Uczestniczyło w nim 8 azjatyckich reprezentacji wyłonionych z kwalifikacji. Zwycięzca turnieju kwalifikuje się do Pucharu Azji.

## Stadiony
- Stadion Dasarath Rangasala
- Stadion Halchowk

## Zespoły
- Palestyna - zwycięzca grupy A
- Indie - zwycięzca grupy B
- Malediwy - zwycięzca grupy C
- Korea Północna - zwycięzca grupy D
- Filipiny - druga drużyna z grupy A
- Turkmenistan - druga drużyna z grupy B
- Tadżykistan - druga drużyna z grupy C
- Nepal - gospodarz/druga drużyna z grupy D

## Wyniki

### Faza grupowa

#### Grupa A
| Reprezentacja | Pkt | M | W | R | P | Br+ | Br- | +/- |
| ------------- | --- | - | - | - | - | --- | --- | --- |
| Turkmenistan  | 7   | 3 | 2 | 1 | 0 | 6   | 1   | +5  |
| Palestyna     | 7   | 3 | 2 | 1 | 0 | 4   | 0   | +4  |
| Malediwy      | 3   | 3 | 1 | 0 | 2 | 2   | 5   | -3  |
| Nepal         | 0   | 3 | 0 | 0 | 3 | 0   | 6   | -6  |

| 8 marca 2012 | Turkmenistan | 3:1 | Malediwy | Stadion Halchowk, Katmandu |
|              |              |     |          |                            |

| 8 marca 2012 | Nepal | 0:2 | Palestyna | Stadion Dasarath Rangasala, Katmandu |
|              |       |     |           |                                      |

| 10 marca 2012 | Palestyna | 0:0 | Turkmenistan | Stadion Halchowk, Katmandu |
|               |           |     |              |                            |

| 10 marca 2012 | Malediwy | 1:0 | Nepal | Stadion Dasarath Rangasala, Katmandu |
|               |          |     |       |                                      |

| 12 marca 2012 | Nepal | 0:3 | Turkmenistan | Stadion Dasarath Rangasala, Katmandu |
|               |       |     |              |                                      |

| 12 marca 2012 | Malediwy | 0:2 | Palestyna | Stadion Halchowk, Katmandu |
|               |          |     |           |                            |

#### Grupa B
| Reprezentacja  | Pkt | M | W | R | P | Br+ | Br- | +/- |
| -------------- | --- | - | - | - | - | --- | --- | --- |
| Korea Północna | 9   | 3 | 3 | 0 | 0 | 8   | 0   | +8  |
| Filipiny       | 6   | 3 | 2 | 0 | 1 | 4   | 3   | +1  |
| Tadżykistan    | 3   | 3 | 1 | 0 | 2 | 3   | 4   | -1  |
| Indie          | 0   | 3 | 0 | 0 | 3 | 0   | 8   | -8  |

| 9 marca 2012 | Korea Północna | 2:0 | Filipiny | Stadion Halchowk, Katmandu |
|              |                |     |          |                            |

| 9 marca 2012 | Indie | 0:2 | Tadżykistan | Stadion Dasarath Rangasala, Katmandu |
|              |       |     |             |                                      |

| 11 marca 2012 | Tadżykistan | 0:2 | Korea Północna | Stadion Halchowk, Katmandu |
|               |             |     |                |                            |

| 11 marca 2012 | Filipiny | 2:0 | Indie | Stadion Dasarath Rangasala, Katmandu |
|               |          |     |       |                                      |

| 13 marca 2012 | Korea Północna | 4:0 | Indie | Stadion Dasarath Rangasala, Katmandu |
|               |                |     |       |                                      |

| 13 marca 2012 | Tadżykistan | 1:2 | Filipiny | Stadion Halchowk, Katmandu |
|               |             |     |          |                            |

### Faza pucharowa

#### Półfinały
| 16 marca 2012 | Turkmenistan | 2:1 | Filipiny | Stadion Dasarath Rangasala, Katmandu |
|               |              |     |          |                                      |

| 16 marca 2012 | Korea Północna | 2:0 | Palestyna | Stadion Dasarath Rangasala, Katmandu |
|               |                |     |           |                                      |

#### Mecz o 3. miejsce
| 19 marca 2012 | Filipiny | 4:3 | Palestyna | Stadion Dasarath Rangasala, Katmandu |
|               |          |     |           |                                      |

#### Finał
| 19 marca 2012 | Turkmenistan | 1:2 | Korea Północna | Stadion Dasarath Rangasala, Katmandu |
|               |              |     |                |                                      |

| AFC Challenge Cup 2012  |
| ----------------------- |
| KOREA PÓŁNOCNA 2. TYTUŁ |

## Nagrody
| MVP          | Złoty But         | Fair Play      |
| ------------ | ----------------- | -------------- |
| Pak Nam-chol | Phil Younghusband | Korea Północna |

## Strzelcy
6 goli
- Phil Younghusband

3 goale
- Pak Nam-chol

2 gole
| - Jang Kuk-chol - Pak Kwang-ryong - Abdelhamid Abuhabib - Fahed Attal - Ángel Guirado - Arslanmyrat Amanow - Gahrymanberdi Çoňkaýew |

1 gol
| - Jang Song-hyok - Jon Kwang-ik - Jong Il-gwan - Ri Chol-myong - Ri Kwang-hyok - Hassan Adhuham - Mohamed Rasheed - Alaa Attieh - Ashraf Nu'man - Houssam Wadi - Juan Luis Guirado - Nuriddin Davronov - Akhtam Khamroqulov - Alexei Negmatov - Guwanç Hangeldiýew - Ruslan Mingazow - Berdi Şamyradow - Elman Tagaýew |

gol samobójczy
- Biraj Maharjan (przeciwko Turkmenistanowi)